# Kamo (Bolchevik)
Pour les articles homonymes, voir Kamo et Petrossian.
Kamo, de son vrai nom Semeno Archakovitch Ter-Petrossian, né le 27 mai 1882 à Gori en Géorgie et mort le 14 juillet 1922 à Tbilissi, est un révolutionnaire arménien, compagnon du dirigeant soviétique Joseph Staline.

## Biographie
Militant convaincu de la fraction bolchevique du Parti ouvrier social-démocrate de Russie, il est impliqué dans le braquage de la banque de Tiflis en Géorgie en 1907 (qui faisait alors partie de l'Empire russe), hold-up organisé par les dirigeants bolcheviks afin d'amasser des fonds pour financer les activités du parti,.
Arrêté à Berlin en 1907 pour ses activités militantes, il parvient à s'évader et à fuir l'Allemagne. Kamo est de nouveau arrêté en 1912 après une autre tentative de vol à main armée et est condamné à mort. La peine de mort a été commuée en réclusion à perpétuité dans le cadre des célébrations du tricentenaire de la dynastie Romanov.
Il est libéré à la suite de la révolution de février 1917. À l'automne 1919, il livra à Bakou par voie maritime des armes et de l'argent à l'organisation clandestine du parti communiste et aux partisans du Caucase du Nord. En janvier 1920, il fut arrêté à Tbilissi par le gouvernement menchevik et expulsé. En avril 1920, il participa activement à la préparation d'un soulèvement armé en soutien du pouvoir des Soviets à Bakou.
En mai 1920, il est venu à Moscou, a étudié à l'Académie militaire de l'état-major général. En 1921, il travailla dans le système du commerce international de l'URSS. En 1922, il travailla au Commissariat du peuple aux Finances de Géorgie.
Kamo décède en 1922 dans un accident dont les circonstances ne sont pas clairement définies, après avoir été heurté par un camion alors qu'il circulait à vélo à Tiflis,. Il est enterré et un monument est érigé en son honneur dans les jardins de Pouchkine, près de la Place de la Liberté. En 1991, les proches du célèbre bolchevik transférent les cendres de Kamo au cimetière de Vaki, dans la tombe de sa sœur Javair.
La ville de Gavar fut renommée Kamo en son hommage de 1959 à 1996,.